# 절차적 생성

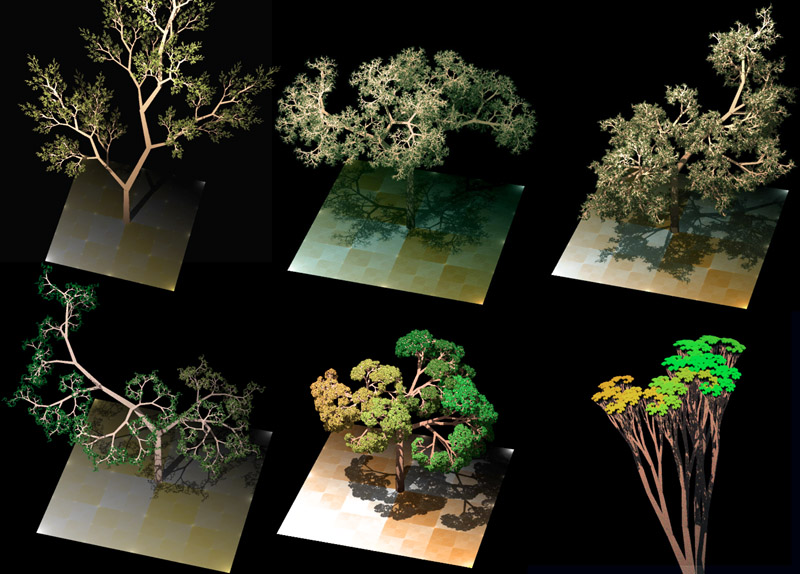
위 그림은 절차적 생성으로 생성한 나무 모델들이다. 알고리즘 매개변수와 난수 시드값을 변경함으로써 고유한 모델을 생성할 수 있다.

컴퓨팅에서 절차적 생성(procedural generation)은 데이터를 직접 제작하지 않고 알고리즘을 이용해서 자동으로 생성하는 방법을 일컫는다. 주로 사람이 만든 에셋과 컴퓨터의 난수 및 처리능력을 사용한 알고리즘의 결합으로 구현한다. 절차적 생성은 합성 매체의 일종이다.
컴퓨터 그래픽에선 텍스처와 3D 모델을 제작하는 데 흔히 이용한다. 비디오 게임에선 플레이어를 위한 임의의 대형 컨텐츠를 생성하는 데 이용한다. 절차적 생성의 이점으로 파일 크기 감소, 컨텐츠 확장, 그리고 플레이어가 예측하기 어렵게 하는 게임플레이 제작 용이를 들 수 있다.

## 개요

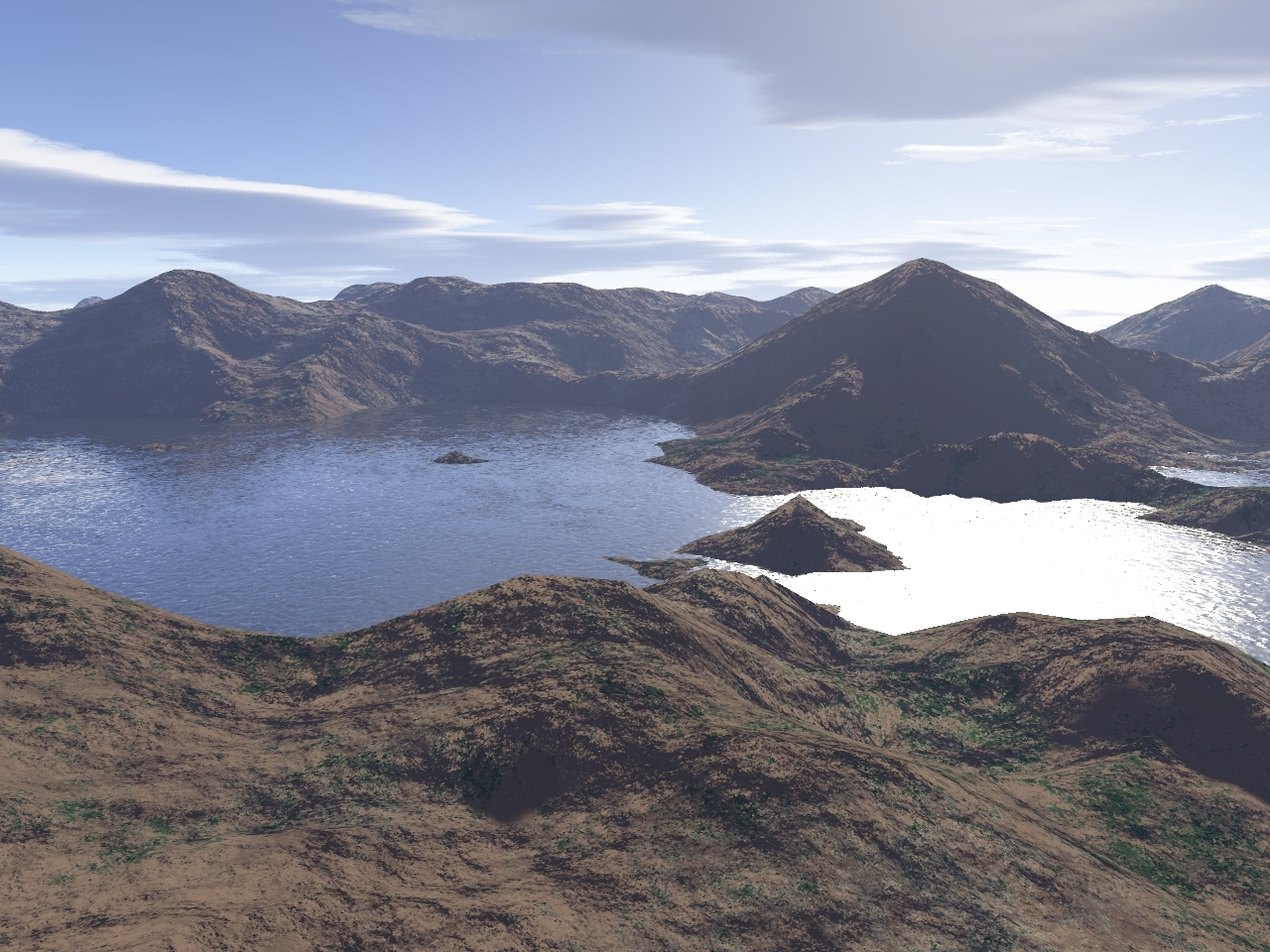
테라젠을 이용해 절차적 생성된 풍경.

'절차적'이라는 용어는 어떤 함수를 계산하는 과정을 가리킨다. 프랙탈은 절차적으로 생성할 수 있는 기하학적 무늬이다. 자주 볼 수 있는 절차적 물체의 예로 텍스처와 폴리곤 메시가 있다. 소리 또한 절차적으로 생성할 수 있으며, 음성 합성과 음악 둘 다에 활용할 수 있다. 이는 전자 음악의 다양한 장르에서 사용됐으며, 절차적 생성을 이용한 대표적인 음악가로 '생성 음악'이라는 용어가 널리 쓰이는 계기를 제공한 브라이언 이노가 있다.

## 같이 보기
- 선형 합동 생성기
- 로그라이크

## 참고 문헌
- Ebert, David S.; Musgrave, F. Kenton; Peachey, Darwyn; Perlin, Ken; Worley, Steve (2002). 《Texturing and Modeling: A Procedural Approach》 3판. Morgan Kaufmann. ISBN 978-1-558-60848-1.
- Shaker, Noor; Togelius, Julian; Nelson, Mark J. (2016). 《Procedural Content Generation in Games: A Textbook and an Overview of Current Research》. Springer. ISBN 978-3-319-42714-0.